# Maria Sognefors
Karin Anna Maria Sognefors, född 5 oktober 1978 i Botkyrka församling, är en svensk journalist.
Sognefors är uppvuxen i  Sundsvall. Hon började sin journalistbana på tidningen Silikon som reporter 2001 och blev året därpå chefredaktör för tidningen Frida. Hon har även varit chefredaktör för Vi i Villa 2013–2016 och redaktionschef på tidningarna Allt i Hemmet, Mama, Glamour och Veckorevyn. 2016–2021 var hon chefredaktör på tidningen Amelia.